# Gastrophanella mammilliformis
Gastrophanella mammilliformis är en svampdjursart som beskrevs av Burton 1929. Gastrophanella mammilliformis ingår i släktet Gastrophanella och familjen Siphonidiidae. Inga underarter finns listade i Catalogue of Life.